# Driesch (Adelsgeschlecht, Grünscheid)

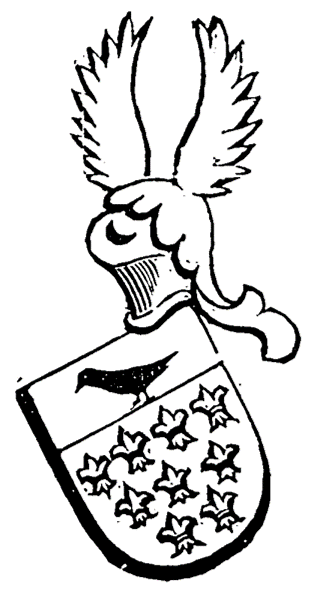
Wappen derer von Driesch zu Grünscheid

Driesch (auch: Driess, Drieß) ist der Name eines bergischen Adelsgeschlechts.
Das hier behandelte Geschlecht Driesch ist von mehreren namensgleichen, aber nicht-verwandten wappenverschiedenen Geschlechtern zu unterscheiden. Siehe Driesch (Begriffsklärung).

## Geschichte
Das Geschlecht saß schon 1590 und noch 1749 zu Grünscheid bei Burscheid. Im 19. Jahrhundert hatte die Familie ferner Dühn (urkundl. 1801) im Kreis Wipperfürth und Clev bei Dabringhausen im Kreis Lennep (1808–1811).
Ludwig von Driesch, Herr zu Grünscheid, († um 1590) hinterließ zwei Söhne, Arnold und Johann von Driesch, von denen einer mit Maria von Hammerstein verheiratet war und einen Sohn Hans Ludwig von Driesch hatte. Derselbe Ludwig erscheint schon 1571 zusammen mit Peter von Driesch als zu Grünscheid im Amt Miselohe wohnend. 1587 folgte Werner von Driesch dem Johann von Driesch zu Rotzekouen im Besitz. 1629 war Catharina Maria von Driesch mit Arnold von Bolzen verheiratet.

## Wappen
Blasonierung: Der Schild von Gold und Schwarz geteilt. Oben eine schwarze Merle, unten neun (4:3:2) goldenen Gleven. Auf dem Helm ein offener Flug, der rechte Flügel ist schwarz, der linke golden, dazwischen die Merle. Die Helmdecken sind schwarz-golden.